# До Елізи

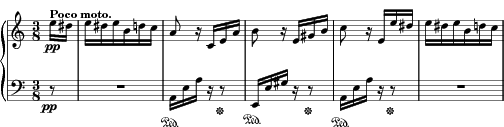
початок п'єси «До Елізи»

«До Елізи» (нім. Für Elise) — поширена назва фортепіанної п'єси Людвіга ван Бетховена — багателі, WoO 59, ля мінор. Твір був складений близько 1810 року, проте опублікований лише 1865 року німецьким музикознавцем Людвігом Нолем, який і надав п'єсі її сучасну назву. 

## Публікація

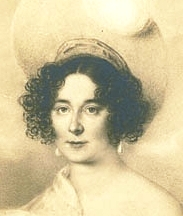
Тереза Малфатті

У 1865 році біограф композитора, музикант Людвіг Ноль (1831—1885), виявив рукопис «До Елізи» у Бабетти Бредлі у Мюнхені. Рукопис складався з альбомного аркуша з присвятою та нотами. На альбомному аркуші рукою Бетховена було написано: «Елізі на довгу пам'ять від Л. в. Бетховена, 27 квітня». Рік не вказано, однак на нотах, що додавалися до посвячення, були також нариси до «Егмонту», що з'явився в 1810 році (опус 84), що дозволяло датувати рукопис 1810 роком.
У 1867 році Людвіг Ноль вперше опублікував матеріали, що були в нього, в сучасному вигляді, проте рукопис п'єси незабаром безслідно зник.

## Назва твору
Існують різні версії щодо інтерпретації назви п'єси — «До Елізи».
На думку Макса Унгера, що була висловлена 1923 року, Ноль неправильно інтерпретував нерозбірливий почерк композитора, і «До Елізи» насправді було присвячено піаністці і учениці Бетховена Терезі Малфатті фон Роренбах цу Децца (1792—1851). Це припущення базувалося на тому, що Бетховен залицявся до неї і навіть збирався одружитися, але отримав відмову. Крім цього, рукопис довгий час зберігався саме у неї. До Бабетти Бредлі, що володіла й іншими документами з архіву Бетховена, вона могла потрапити через композитора  Рудольфа Шахнера (1816—1896), друга сім'ї Малфатті, що успадкував всі музичні архіви Терези.

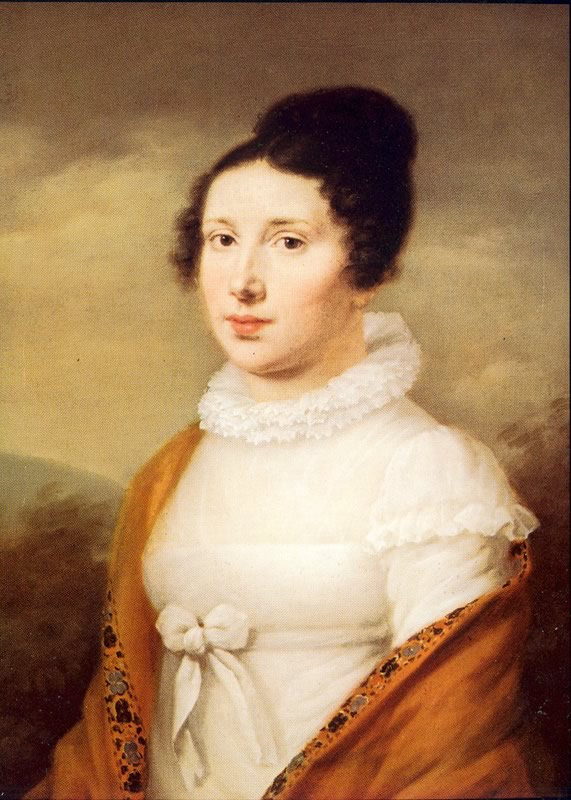
Елізабет Рекель

На думку Мартина Копитця, п'єса «До Елізи» була присвячена німецькій сопрано-співачці Елізабет Рекель, молодшій сестрі товариша композитора, тенора Йозефа Рекеля. У дружньому колі дівчину називали Елізою, а коли в 1810 році вона переїхала з Відня до Бамбергу, Бетховен зробив їй прощальний подарунок. Проте яким чином п'єса потрапила до Терези Малфатті ще за життя Елізабет Рекель, залишається нез'ясованим.
Іспанський піаніст Лука К'янторе вважає (2009), що Бетховен міг і не бути автором «До Елізи» у вигляді, опублікованому Людвігом Нолем. Згідно з проведеними дослідженнями, тема твору і практично весь матеріал, що міститься в п'єсі, безсумнівно, належать Бетховену, що доведено ретельною перевіркою чернеток рукопису BH 116, що зберігається в будинку-музеї Бетховена в Бонні, але самого нотного аркушу з автографом, що дав ім'я твору, ніколи не існувало.

## Структура твору
Твір написано у формі рондо. структура — A-B-A-C-A, музичний розмір — 3/8. Популярна мелодія, яка грається правою рукою на фоні розкладених акордів у лівій руці, спирається спочатку тільки на дві гармонічні функції — тонічну (ля мінор) i домінантову (мі мажор). Друге речення починається з паралельної мажорної тональності — до мажор, але через соль мажор повертається до початкових ля мінор і мі мажор.
Перший епізод («частина B») написаний у тональності фа мажор, мелодія звучить на фоні альбертієвих басів в лівій руці. Другий епізод («частина С») похмуріший; він характеризується ширшим динамічним діапазоном, повторюваними шістнадцятками на органному пункті «ля» в лівій руці, на фоні якого звучать акорди в правій руці. Закінчується п'єса поверненням до основної теми у вихідній тональності.
Існує думка про те, що головна тема може бути прочитана як монограма імені Еліза (Elise). Якщо звук ре-дієз замінити енгармонічно рівним мі-бемолем, послідовність цих нот у буквеній нотації утворить ряд e-es-e…, що можна зіставити з написанням імені героїні: E-(L)-(I)-<E>S — E («L» та «І» не мають відповідників у буквеній нотації).